# Длинноиглые ежи
Длинноиглые ежи (лат. Paraechinus) — род млекопитающих из семейства ежовых. Представители входящих в его состав видов невелики и ведут ночной образ жизни.

## Распространение
Обитают в Северной Африке, на Ближнем Востоке и в Южной Азии. Ареал вида Paraechinus hypomelas распространяется также и на некоторые страны Средней Азии — часть территории Таджикистана, Узбекистана, Туркменистана и Казахстана.

## Описание
На спине у этих ежей имеются заостренные колючки, но макушка лишена колючек. Остальная часть тела покрыта мехом, цвет которого может варьироваться от белого до коричневого или черного. Эти животные (в зависимости от конкретного вида) достигают длины тела от 14 до 27 см и максимального веса до 900 граммов.

## Биология
Это в первую очередь плотоядные животные, которые едят насекомых, скорпионов, яйца, ящериц и змей, и удивительно устойчивы к змеиному яду. Они также могут прожить несколько недель без еды и питья.

## Виды
В состав рода включают четыре вида:
- Paraechinus aethiopicus — Эфиопский ёж
- Paraechinus hypomelas — Длинноиглый ёж
- Paraechinus micropus — Индийский ёж
- Paraechinus nudiventris — Голобрюхий ёж

Всем им МСОП присвоил охранный статус LC.